# Electro (música)
La música electro (también conocido como electro-funk, electro boogie o electro disco) es un género temprano de música electrónica directamente influido por el uso de cajas de ritmos TR-808, la interpretación con sintetizadores Moog y el sampling de canciones funk. Un disco típico de este género incluye como norma general ritmos programados mediante caja de ritmos y potentes sonidos electrónicos desprovistos normalmente de vocales, aunque en ocasiones cuente con ellas, si bien normalmente distorsionadas mediante vocoder. Estas características son las que diferencian al electro de otros géneros dominantes a finales de los años 1970 como el disco y el boogie, en los cuales los sonidos electrónicos eran solo parte de la instrumentación y no la base de toda la canción como en el electro. El electro sirvió también de base para el surgimiento de la música electrónica de baile (especialmente en el house y sus formas derivadas) y para géneros modernos de hip hop.

## Definición y características
Electro es un tipo de música electrónica que surgió a principios de los años 1980 en Estados Unidos. El término se originó históricamente como una abreviatura de "electro funk", y se utilizaba para referirse a un tipo de funk desarrollado completamente mediante instrumentos electrónicos que se desarrolló en buena medida al calor de la incipiente escena hip hop gracias a productores como Arthur Baker, quien hizo posible el mítico "Planet Rock" de 1982 para Afrika Bambaataa, trabajos varios para Planet Patrol, Naked Eyes y hasta New Order. En "Planet Rock", como en muchos himnos electro que siguieron, se advierte la influencia directa del patrón percusivo del sencillo "Numbers" perteneciente al álbum "Computer World" (1981) de la banda electrónica germana Kraftwerk.
Desde sus orígenes, se viene reconociendo el sonido electro por el uso de cajas de ritmos como base rítmica de sus composiciones. No obstante, a medida que el estilo ha ido evolucionando, y con la llegada de la utilización de software en lugar de hardware en la producción de buena parte de la música electrónica, la utilización de la caja de ritmos se hizo cada vez menos generalizada.
Los patrones rítmicos del electro suelen ser emulaciones electrónicas de breakbeats, utilizando normalmente un golpe de bombo sincopado, y siendo habitual la presencia de un golpe de caja o palmada (clap) acentuando el downbeat. La diferencia entre los patrones de batería del electro y los breaks es que el electro tiende a sonar más mecánico, mientras que un break al uso suele tener una sonoridad orgánica y suelta, como si fuera tocado por un batería en directo. 
La definición del electro, en todo caso, es de algún modo ambigua, como consecuencia de los diferentes usos que se ha dado al propio término.
El staccato o los patrones rítmicos percusivos suelen dominar el sonido electro. Los beats suelen ser compuestos a través de la caja de ritmos de programación en "secuencia de pasos" Roland TR-808 o un emulador de software de la misma. Otra instrumentación típica del electro también está basada en la composición electrónica, especialmente a través de la utilización de sintetizadores analógicos, líneas de bajo secuenciadas, y efectos de sonido atonales creados mediante sintetizador. Es frecuente el uso intensivo de efectos como el reverb, delay, chorus effect o phaser, así como melodías compuestas mediante cuerdas sintetizadas o sonidos de pad que enfatizan una temática de ciencia ficción y una sonoridad futurística. “Light Years Away”, compuesto por Warp 9 en 1982, es "un relato sci-fi sobre visitas alienígenas" escrito y producido por Lotti Golden y Richard Scher, ejemplificando este tipo de electro.
La mayor parte del electro es instrumental, pero es habitual la presencia de vocales procesadas mediante un vocoder. Adicionalmente, la síntesis de habla puede utilizarse para crear contenido lírico robótico o mecánico. Algunos ejemplos de electro primitivo muestran, también, rapping, pero este tipo de estilo lírico dejó de ser popular a partir de los años 1990.

## Historia
En 1982, el Padrino del Hip Hop Afrika Bambaataa, oriundo del Bronx, junto a los productores Arthur Baker y John Robie publicaron el seminal "Planet Rock", que contenía elementos del Trans Europa Express de Kraftwerk y de "Numbers" del álbum Computer World, también del grupo alemán. "" está considerado de modo generalizado como el punto de inflexión del electro como género. El mismo año vio a Bruce Haack y a un pre-Def Jam Russell Simmons colaborando en el disco "Party Machine", aunque nunca fuera publicado oficialmente. 
En 1983, Hashim creó el influyente tema de electro funk "Al-Naafiysh (The Soul)", que se convertiría en el primer disco de Cutting Record en noviembre de 1983. Al mismo tiempo, Hashim había recibido la influencia de Man Parrish a través de su tema "Hip Hop, Be Bop", de Thomas Dolby y su "She Blinded Me With Science" y del "Planet Rock" de Afrika Bambaataa. También en 1983, Herbie Hancock, en colaboración con Grand Mixer D.ST, publicó el sencillo de éxito "Rockit".
Bambataa y grupos como Planet Patrol, Jonzun Crew (desde Boston), Mantronix, Newcleus y el grupo Cybotron, formado por el precursor del techno Detroit Juan Atkins, tendrían una influencia decisiva sobre géneros como Detroit techno, ghettotech, breakbeat, drum and bass y electroclash. Algunos de los primeros productores de electro (especialmente Arthur Baker, John Robie y Shep Pettibone) tuvieron un importante ascendente sobre el movimiento latin freestyle (o simplemente "freestyle"). Hacia finales de los años 1980, el género había perdido su inicial influencia funk. Baker y Pettibone mantuvieron una carrera significativa en la era del house, y ambos evitaron la "trampa del género" que afectó a muchos otros contemporáneos.

## Electro contemporáneo
Aunque los primeros años 1980 fueron el momento de apogeo del electro a nivel mainstream, tuvo una popularidad renovada hacia finales de los años 1990 gracias a artistas como Anthony Rother y DJs como Dave Clarke. El género disfrutó de un resurgimiento a partir de 2016, con DJs como Helena Hauff y DJ Stingray ganando más popularidad y actuando en más festivales como Dekmantel destacándolos en sus alineaciones. Sellos como Tresor Records, Cultivated Electronics, CPU, Mars Frequency Records, brokntoys, International Chrome, Mechatronica y Furatena están impulsando un nuevo elenco de artistas que han introducido el género a una nueva generación. La escena actual mantiene el apoyo de cientos de sellos de electro así como de diferentes clubs en todo el mundo.

## Electro Blackened
Es un estilo que fusiona la evolución entre el metal extremo y deathstep de forma instrumental y en algunos casos vocales. En este género sus principales características son la mezcla de voces guturales con voces atmosféricas y ambientales. También se pueden notar sonidos del trip-hop que se fusionan con guitarras distorsionadas y riffs propios del black metal, al cual se le añaden elementos de la música industrial o experimental, tales como efectos electrónicos, tempos característico de la música electrónica y samples.
Sus letras tratan principalmente sobre temas de la muerte, la depresión, el suicidio, la tragedia y la melancolía relacionándolo con el amor, la felicidad y la alegría de una forma ocultista y gótica. En otros casos se le añadirían además como bases rítmicas al género, estilos mucho más ambientales como el downtempo, el glitch, el breakbeats y el noise music.
El género además usualmente se encuentra fundamentado en una combinación de estética y líricas, con riffs, blast beats y wobbles bass más propios del dubstep.
El Electro Blackened comenzaría a desarrollarse gracias a bandas y grupos como Samael, Ulver, Múm, Dissection, Impaled Nazarene y Burzum con su obra maestra “Filosofem LP” pero no sería hasta la segunda década del año 2000, con productores como Skream Noise, Moth, Code Pandorum, 1.8.7. deathstep, Lord Swan3x y JPhelpz que evolucionaría el género de un black doom o death metal a un deathstep donde se mezclaría el original metal extremo con bases rítmicas o efectos simples pero muy rotundos y directos del black metal con líneas de bajos muy marcados, sonidos duros y acelerados wobbles del dubstep, al cual se le añadían letras puras del death metal.
Y si bien el deathstep es un subgénero de la música electrónica, pero hoy en la actualidad se transformó en sí mismo en un género que hoy en día incluye numerosos subgéneros. Muchos de ellos solo se diferencian en el tema de las letras de las canciones, mientras que otros, en cambio, en la estructura musical o la instrumentación. Hay veces resulta difícil clasificar una banda o productor musical dentro de un subgénero y suele ser catalogada en varios. Por eso la categorización del deathstep por subgéneros es rechazada por muchos y expandida demasiada por otros.
Pero no sería acuñado el nombre “Electro Blackened” hasta diciembre del 2015 cuando el DJ/Productor colombiano Skream Noise lanzaría oficialmente el nombre y lograría obtener los derechos de autor gracias a Play Time Records, como un estilo musical propio del artista.
En una entrevista Skream Noise describiría el Electro Blackened como “un movimiento revolucionario ya sea dentro del black metal industrial o dentro del deathstep, donde generalmente se realiza una mezcla entre lo más ambiental del downtempo y lo más demoníaco del black metal, el Electro Blackened posee fuertes y atmosféricos efectos de sonido que surgieron del black metal industrial así como distorsionados rellenos de baterías sinérgicas y baterías con patrones overdistorted con tempos bastantes variados y sonidos experimentales donde sus melodías se aumentan de formas considerables, además en sentimiento es una mezcla entre lo romántico y melancólico del electro y lo frío y ruidoso del black metal.” 
Por otro lado en producciones como “Lifdden” de Skream Noise se podría notar un característico sonido de un progressive house gótico que representa el abandono de la contundencia y crudeza básica del black metal, para evolucionar a la escasa melodía del género hacia un sonido ambiental determinado y con ello, desarrollar una atmósfera que, pese a alejarse de las bases del black metal, mantiene una correlación propia en las escalas empleadas en su composición para mantener la idea y el sentimiento del género.

## Artistas significativos
- Afrika Bambaataa
- Aux 88
- Anthony Rother
- Arabian Prince
- Arthur Baker
- Beat Cairo
- Cybotron
- Cylob
- Davy DMX
- DMX Krew
- Dopplereffekt
- Drexciya
- DJ Stingray 313
- Dynamix II
- Egyptian Lover
- Freeez
- Grandmaster Flash
- Hashim
- Helena Hauff
- Imatran Voima
- I-F
- Jackal & Hyde
- Jensen Interceptor
- Jonzun Crew

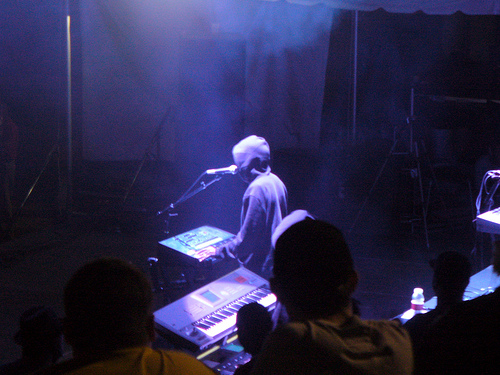
Juan Atkins tocando como Model 500 en 2007.

- Kraftwerk (finales de los 1970 – mediados de los 1980)
- LA Dream Team
- Maggottron
- Man Parrish
- Mantronix
- Michael Jonzun
- Midnight Star
- Model 500
- Mart
- Mr Velcro Fastener
- Morfosys
- K-391
- Music Instructor
- Newcleus
- Nikki Nair
- Nitro Fun
- Pegboard Nerds
- Planet Patrol
- PIXL
- Scape One
- Sean Mannexer
- Warp 9
- World Class Wreckin' Cru